# Desmond Roberts
Desmond Roberts, född 5 februari 1894 i London, död 11 januari 1968 i samma stad, var en brittisk skådespelare och cricketspelare.

## Rollista i urval
- 1933 – Cavalcade
- 1934 – En kvinnas slav
- 1934 – Lotusblomman
- 1934 – Tarzan och den vita kvinnan
- 1937 – Under den röda kappan
- 1951 – Mannen i vita kostymen
- 1958 – Montys dubbelgångare
- 1961 – Hyss i hytten